# Vinterfågel

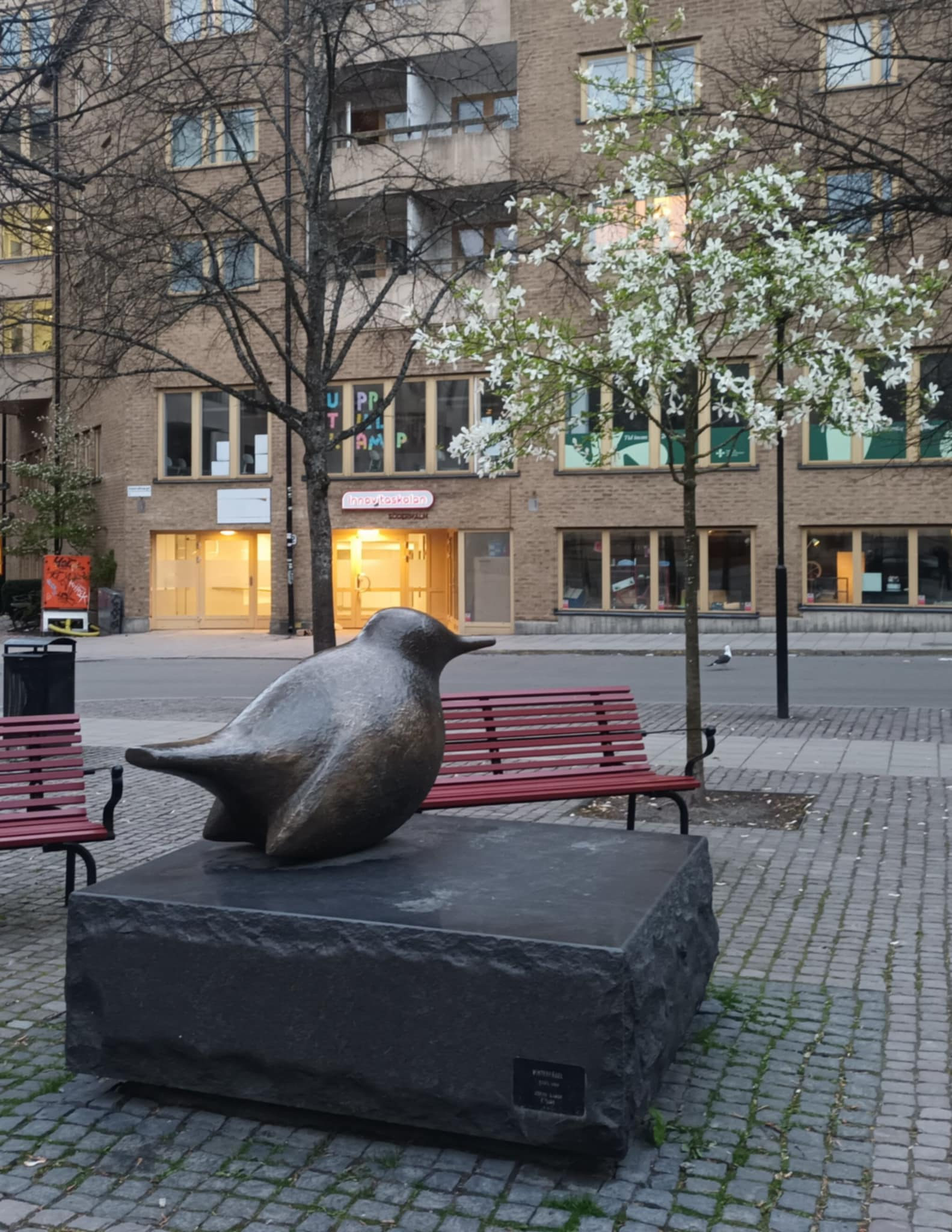
Vinterfågel av Göran Lange

Vinterfågel är en skulptur i brons av Göran Lange, uppsatt 1992 på Vintertullstorget på Södermalm i Stockholm.